# Macrodon
Macrodon – rodzaj ryb z rodziny kulbinowatych (Sciaenidae).

## Klasyfikacja
Gatunki zaliczane do tego rodzaju:
- Macrodon ancylodon
- Macrodon atricauda
- Macrodon mordax